# Makmur (Celala)
Makmur is een bestuurslaag in het regentschap Aceh Tengah van de provincie Atjeh, Indonesië. Makmur telt 140 inwoners (volkstelling 2010).